# Supercoppa italiana 2023 (pallamano maschile)
La Supercoppa italiana 2023 è stata la 17ª edizione della Supercoppa italiana di pallamano e si è svolta il 16 e il 17 dicembre 2023 nel Centro Tecnico Federale di Chieti. Essa è organizzata dalla FIGH, la federazione italiana di pallamano.
La manifestazione è stata vinta dalla Raimond Ego Sassari che ha battuto in finale l'Alperia Black Devils per 28-27.

## Formato
Si tratta della prima edizione con il nuovo formato, che prevede quattro partecipanti: la vincitrice della Serie A Gold 2022-23 e della Coppa Italia 2022-23, la finalista della coppa nazionale e la squadra classificatasi seconda in campionato. In caso di coincidenze, accede alla Supercoppa la squadra meglio posizionata in campionato che non è finalista della Coppa Italia.

## Partecipanti
| Squadre       | Qualificazione                     | Partecipazioni precedenti (il grassetto indica la vittoria) |
| ------------- | ---------------------------------- | ----------------------------------------------------------- |
| Junior Fasano | Vincitore del campionato           | 5 (2008, 2012, 2014, 2016, 2017)                            |
| Brixen        | Vincitore della Coppa Italia       | Debuttante                                                  |
| Sassari       | Secondo classificato in campionato | 1 (2022)                                                    |
| Black Devils  | Terzo classificato in campionato   | 1 (2005)                                                    |

## Risultati

### Tabellone
|  | Semifinali    | Semifinali    | Semifinali |         |              | Finale       | Finale | Finale |  |
|  |               |               |            |         |              |              |        |        |  |
|  | Junior Fasano | Junior Fasano | 26         |         |              |              |        |        |  |
|  | Junior Fasano | Junior Fasano | 26         |         |              |              |        |        |  |
|  | Black Devils  | Black Devils  | 29         |         |              |              |        |        |  |
|  | Black Devils  | Black Devils  | 29         |         | Black Devils | Black Devils | 27     |        |  |
|  |               |               |            |         | Black Devils | Black Devils | 27     |        |  |
|  |               |               | Sassari    | Sassari | 28           |              |        |        |  |
|  | Brixen        | Brixen        | Sassari    | Sassari | 28           | 28           |        |        |  |
|  | Brixen        | Brixen        |            |         |              |              |        |        |  |
|  | Sassari       | Sassari       | 32         |         |              |              |        |        |  |

### Semifinali
| Arbitri: | Ciro Cardone Luciano Cardone (Napoli) |

|            |           |          |
| Knežević 8 | Marcatori | Cuello 8 |

| Arbitri: | Gianna Stella Merisi (Gallarate) Andrea Pepe (Sassari) |

|                   |           |                                        |
| Arcieri, Cañete 7 | Marcatori | Della Vecchia, Malandrin, Manojlović 6 |

### Finale
| Arbitri: | Marcello Carrino Stefano Pellegrino (Napoli) |

|                                                                                   |           |                                                                                         |
| Cuello 7 Gerstrasser 6 Milović 5 Núñez 4 Romei 2 Martini 1 Raffeiner 1 Visentin 1 | Marcatori | Manojlović 6 Halilković 5 Malandrin 5 Nardin 4 Gomes 3 Brzić 2 Della Vecchia 2 Aldini 1 |